# Ciklopentan
Ciklopentan (C pentane) je veoma zapaljiv aliciklični ugljovodonik sa hemijskom formulom . On sadrži prsten sa pet atoma ugljenika, svaki od kojih je vezan za dva atoma vodonika iznad i ispot ravni. Ciklopentan je bezbojna tečnost sa mirisom sličnom benzinu. Njegova tačka topljenja je −94 °, a tačka ključanja 49 °. Ciklopentan pripada klasi cikloalkana.